# Magar (langue)
Le magar est une langue sino-tibétaine parlée par les Magars, principalement au Népal mais aussi en Inde et au Bhoutan.